# Araneus conexus
Araneus conexus es una especie de araña del género Araneus, tribu Araneini, familia Araneidae. Fue descrita científicamente por Liu, Irfan, Yang & Peng en 2019.
Se distribuye por China. Posee un caparazón de 1,62 milímetros de largo y 1,30 milímetros de ancho.